# Однопоточное выполнение
Однопоточное выполнение (англ. Single Threaded Execution или англ. Critical Section) — параллельный шаблон проектирования, препятствующий конкурентному вызову метода, тем самым запрещая параллельное выполнение этого метода.

## Мотивы
- Класс содержит методы, которые обновляют или задают значения в переменных экземпляра класса или переменных класса.
- Метод манипулирует внешними ресурсами, которые поддерживают только одну операцию в какой-то момент времени.
- Методы класса могут вызываться параллельно различными потоками.
- Не существует временного ограничения, которое требовало бы от метода немедленного выполнения, как только его вызывают.

## Следствия
- + Обеспечивается безопасность потоков
- − Производительность может быть снижена
- − Возможна взаимная блокировка

## Пример реализации

### Пример C#
```
using
 
System
;

using
 
System.Threading
;

namespace
 
Digital_Patterns.Concurrency.Single_Thread_Execution

{

    
/// <summary>

    
/// Экземпляры класса <see cref="TrafficSensor"/> связаны с сенсором движения

    
/// транспорта, который фиксирует прохождение машиной некоторого места на

    
/// полосе движения.

    
/// </summary>

    
class
 
TrafficSensor

    
{

        
private
 
static
 
Int32
 
mID
 
=
 
0
;

        
private
 
ITrafficObserver
 
_observer
;

        
public
 
Boolean
 
IsRun
 
{
 
get
;
 
set
;
 
}

        
private
 
Int32
 
_id
;

        

        
/// <summary>

        
/// Конструктор

        
/// </summary>

        
/// <param name="observer">Объект, предназначенный для оповещения о том, что сенсор

        
/// движения транспорта, связанный с этим объектом,

        
/// обнаруживает проходящую машину.</param>

        
public
 
TrafficSensor
(
ITrafficObserver
 
observer
)

        
{

            
_id
 
=
 
++
mID
;

            
_observer
 
=
 
observer
;

            
IsRun
 
=
 
true
;

            
new
 
Thread
(
Run
).
Start
();

        
}

        
/// <summary>

        
/// Общая логика для потока этого объекта

        
/// </summary>

        
private
 
void
 
Run
()

        
{

            
while
 
(
IsRun
)

            
{

                
motitorSensor
();

            
}

        
}

        

        
private
 
static
 
Random
 
mRnd
 
=
 
new
 
Random
();

        
/// <summary>

        
/// Этом метод вызывает метод detect объекта, когда

        
/// связанный с ним сенсор движения транспорта фиксирует 

        
/// проходящую машину

        
/// </summary>

        
private
 
void
 
motitorSensor
()

        
{

            
//TODO Something

            
Thread
.
Sleep
(
mRnd
.
Next
(
1000
));

            
var
 
msg
 
=
 
System
.
Reflection
.
MethodInfo
.
GetCurrentMethod
().
Name
;

            
Console
.
WriteLine
(
String
.
Format
(
@"{0} {1} +1"
,
 
_id
,
 
msg
));

            

            
detect
();

        
}

        
/// <summary>

        
/// Этот метод вызывается методом <see cref="motitorSensor"/>, 

        
/// чтобы сообщить о прохождении транспортного средства 

        
/// наблюдателю этого объекта

        
/// </summary>

        
private
 
void
 
detect
()

        
{

            
_observer
.
vehiclePassed
();

        
}

        
/// <summary>

        
/// Классы должны реализовывать этот интерфейс, 

        
/// чтобы объект <see cref="TrafficSensor"/> мог сообщить им о прохождении 

        
/// машин

        
/// </summary>

        
public
 
interface
 
ITrafficObserver

        
{

            
/// <summary>

            
/// Вызывается тогда, когда <see cref="TrafficSensor"/> фиксирует 

            
/// проходящее транспортное средство.

            
/// </summary>

            
void
 
vehiclePassed
();

        
}

    
}

}

```

```
using
 
System
;

namespace
 
Digital_Patterns.Concurrency.Single_Thread_Execution

{

    
/// <summary>

    
/// Экземпляры класса <see cref="TrafficSensorController"/> хранят текущее

    
/// общее количество машин, прошедших мимо сенсоров движения транспорта,

    
/// связанных с экземпляром.

    
/// </summary>

    
class
 
TrafficSensorController
 
:
 
TrafficSensor
.
ITrafficObserver

    
{

        
private
 
Int32
 
_vehicleCount
 
=
 
0
;

        
/// <summary>

        
/// Этот метод вызывается в том случае, когда сенсор движения

        
/// транспорта фиксирует прохождение машины. Он увеличивает 

        
/// значение счетчика машин на единицу.

        
/// </summary>

        
public
 
void
 
vehiclePassed
()

        
{

            
lock
 
(
this
)

            
{

                
++
_vehicleCount
;

            
}

        
}

        
/// <summary>

        
/// Сбрасывает счетчик машин в нуль

        
/// </summary>

        
/// <returns></returns>

        
public
 
Int32
 
GetAndClearCount
()

        
{

            
lock
 
(
this
)

            
{

                
Int32
 
count
 
=
 
_vehicleCount
;

                
_vehicleCount
 
=
 
0
;

                
return
 
count
;

            
}

        
}

    
}

}

```

```
using
 
System
;

using
 
System.Threading
;

namespace
 
Digital_Patterns.Concurrency.Single_Thread_Execution

{

    
/// <summary>

    
/// Экземпляры класса <see cref="TrafficTransmitter"/> отвечают за передачу

    
/// занчения, определяющего количество машин, проходящих через данное место

    
/// дороги за одну минуту.

    
/// </summary>

    
class
 
TrafficTransmitter

    
{

        
private
 
TrafficSensorController
 
_conrtoller
;

        
private
 
Thread
 
_myThread
;

        
public
 
Boolean
 
IsRun
 
{
 
get
;
 
set
;
 
}

        
/// <summary>

        
/// Конструктор

        
/// </summary>

        
/// <param name="conrtoller">От <see cref="TrafficSensorController"/> этот объект

        
/// будет получать значение счетчика количества прошедших

        
/// машин</param>

        
public
 
TrafficTransmitter
(
TrafficSensorController
 
conrtoller
)

        
{

            
_conrtoller
 
=
 
conrtoller
;

            
_myThread
 
=
 
new
 
Thread
(
Run
);

            
IsRun
 
=
 
true
;

            
_myThread
.
Start
();

        
}

        
/// <summary>

        
/// Передает значение счетчика количества машин, прошедших

        
/// за промежуток времени

        
/// </summary>

        
private
 
void
 
Run
()

        
{

            
while
 
(
IsRun
)

            
{

                
Thread
.
Sleep
(
10000
);

                
Transmit
(
_conrtoller
.
GetAndClearCount
());

            
}

        
}

        
private
 
void
 
Transmit
(
Int32
 
count
)

        
{

            
//TODO Something

            
var
 
msg
 
=
 
System
.
Reflection
.
MethodInfo
.
GetCurrentMethod
().
Name
;

            
Console
.
WriteLine
(
String
.
Format
(
@"{0} {1}"
,
 
msg
,
 
count
));

        
}

    
}

}

```

```
using
 
System
;

using
 
Digital_Patterns.Concurrency.Single_Thread_Execution
;

namespace
 
Digital_Patterns

{

    
class
 
Program

    
{

        
static
 
void
 
Main
(
string
[]
 
args
)

        
{

            
var
 
controller
 
=
 
new
 
TrafficSensorController
();

            
var
 
transmitter
 
=
 
new
 
TrafficTransmitter
(
controller
);

            
Console
.
WriteLine
(
@"Press any key for start, and press again for finish"
);

            
Console
.
ReadKey
();

            
var
 
sensor1
 
=
 
new
 
TrafficSensor
(
controller
);

            
var
 
sensor2
 
=
 
new
 
TrafficSensor
(
controller
);

            
Console
.
ReadKey
();

            
sensor1
.
IsRun
 
=
 
false
;

            
sensor2
.
IsRun
 
=
 
false
;

            
transmitter
.
IsRun
 
=
 
false
;

            
Console
.
WriteLine
();

        
}

    
}

}

```